# Albert Bechestobill
Albert John Bechestobill (St. Louis, 27 marzo 1879 – St. Louis, 1º luglio 1959) è stato un lottatore statunitense.
Partecipò alle gare di lotta dei pesi welter ai Giochi olimpici di Saint Louis 1904, dove fu sconfitto ai quarti da William Schaefer.